# Antipalus graecus
Antipalus graecus là một loài ruồi trong họ Asilidae. Antipalus graecus được Moucha & Hradský miêu tả năm 1966. Loài này phân bố ở vùng Cổ Bắc giới.